# Garoua
Garoua is de provinciehoofdstad van Nord in Kameroen. Het ligt op de rechteroever van de Benoue, die een van de belangrijkste zijrivieren is van de Niger. Dankzij deze rivier heeft Garoua de grootste inlandse haven van Kameroen. Er is een spoorverbinding met Douala aan de kust. Verder ligt de stad op de weg tussen Maroua en Ngaoundéré. De stad heeft ook een luchthaven.
In de omgeving worden katoen en aardnoten verbouwd. 
De stad werd gesticht in de eerste helft van de 19e eeuw door Modibbo Adama, de Fulbe-emir van het Emiraat Adamawa.
Garoua is sinds 1955 de zetel van een rooms-katholiek bisdom en sinds 1982 van een aartsbisdom.

## Geboren
- Ahmadou Ahidjo, (1924-1989) eerste president van de Kameroenese republiek
- Eldridge Mohammadou[2], (1934-2004) historicus, onderzoeker, professor aan de Maiduguri-universiteit.
- Nicolas Alnoudji (1979), voetballer
- Jacques Zoua (1991), voetballer